# Roorback
Roorback je deveti studijski album brazilskog thrash metal sastava Sepultura, objavljen 27. svibnja 2003.

## O albumu
To je njihov treći album snimljen s pjevačem Derrickom Greenom. U prvom tjednu bilo je prodano 4.000 primjeraka te iako je to manje od prethodnih albuma snimljenih s Greenom, dobio je bolje kritike. Pjesme "Mindwar" i "Bullet the Blue Sky" (obrada pjesme U2-a) su objavljene kao singlovi te su za njih snimljeni spotovi.

## Popis pjesama
| 1.    | »Come Back Alive«                                 | 3:06  |
| 2.    | »Godless«                                         | 4:22  |
| 3.    | »Apes of God«                                     | 3:36  |
| 4.    | »More of the Same«                                | 3:59  |
| 5.    | »Urge«                                            | 3:17  |
| 6.    | »Corrupted«                                       | 2:33  |
| 7.    | »As it Is«                                        | 4:26  |
| 8.    | »Mind War«                                        | 3:00  |
| 9.    | »Leech«                                           | 2:24  |
| 10.   | »The Rift«                                        | 2:57  |
| 11.   | »Bottomed Out«                                    | 4:35  |
| 12.   | »Activist«                                        | 1:54  |
| 13.   | »Outro«                                           | 11:39 |
| 14.   | »Bullet the Blue Sky« (bonus pjesma, obrada U2-a) | 4:31  |
| 56:44 |                                                   |       |

## Osoblje
- Andreas Kisser — prva i ritam gitara
- Derrick Green — vokal
- Igor Cavalera — bubnjevi, udaraljke
- Paulo Jr. — bas-gitara

## Uspjeh kod publike i kritičara
Prodaja je bila manja u odnosu na njihove prethodne albume na kojima je Derrick Green bio vokal. Međutim, Roorback je dobio pozitivne recenzije i došao na 17. mjesto Billboardove Indendent Music Chart, a u prvom tjednu prodano je 4000 primjeraka. SoundScan je 20. ožujka 2007. izvijestio da je Roorback prodan u više od 75 000 primjeraka širom svijeta.
Alex Henderson iz AllMusica dao je albumu 4 zvjezdice od njih 5 i rekao da se teme društvenih nemira i politička korupcija ponavljaju na Roorbacku, a "pjesme koje je Sepultura napisala daju dosljedno sumornu i zabrinjavajuću sliku svijeta". Adrien Begrand iz PopMattersa nazvao je Roorback "njihovim najjačim naporima u posljednjih nekoliko godina" i "njihovim najdosljednijim i najenergiranijim albumom od Rootsa".